# Czesław Kowalski
Czesław Marian Kowalski (ur. 2 lutego 1890 w Krakowie, zm. w październiku 1945 w Zawierciu) – polski polityk, prezydent Zawiercia w latach 1937–1939.

## Biografia
Syn Jana i Kazimiery z Samborskich. Uczęszczał do Gimnazjum św. Jacka w Krakowie. W tym okresie grał w piłkę nożną w Cracovii. Szkołę ukończył w 1908 roku, a następnie studiował w Politechnice w Lage, uzyskując dyplom inżyniera energetyka. W latach 1912–1919 pracował w Elektrowni Małobądz. Uczestnik walk o Wilno oraz I i III powstania śląskiego. W latach 1922–1926 był starostą iłżeckim, w latach 1926–1927 – wicestarostą będzińskim, w latach 1927–1930 – starostą zawierciańskim, w latach 1930–1937 – starostą kozienickim, a w latach 1937–1939 – prezydentem Zawiercia. Przez pierwsze dni po wkroczeniu wojsk niemieckich do Zawiercia został utrzymany przy stanowisku, a następnie przeniesiony przez Niemców na stanowisko w Urzędzie Miejskim.
16 sierpnia 1924 we Lwowie ożenił się z Zofią z Podtrebielnych, miał syna Tadeusza.
Został pochowany na cmentarzu rzymskokatolickim w Zawierciu.

## Ordery i odznaczenia
- Krzyż Niepodległości (3 maja 1932)[3]
- Krzyż Walecznych (dwukrotnie)
- Złoty Krzyż Zasługi (6 marca 1930)[4]
- Krzyż na Śląskiej Wstędze Waleczności i Zasługi
- Krzyż Kawalerski Orderu Odrodzenia Polski (9 listopada 1931)[5]